# Holt (Norfolk)
Holt – miasto w Anglii, w hrabstwie Norfolk, w dystrykcie North Norfolk. Leży 34 km na północny zachód od Norwich i 176 km na północny wschód od Londynu. W 2001 miasto liczyło 3550 mieszkańców.